# Diocèse de Kitui
Le diocèse de Kitui (en latin Dioecesis Kituiensis) est un diocèse catholique du Kenya, suffragant de l'archidiocèse de Nairobi. Mgr Joseph Mwongela en est l'évêque depuis mars 2020.

## Territoire
Le diocèse comprend les districts de Kyuso, Mwingi, Kitui et Mutomo, dans la province occidentale du Kenya.
Son siège épiscopal est à Kitui, où se trouve la cathédrale Notre Seigneur d'Afrique.
Le territoire est divisé en 24 paroisses.

## Histoire
La préfecture apostolique de Kitui est érigé le 20 février 1956 avec la bulle Quoniam superna du pape Pie XII, à partir de territoire du diocèse de Meru et de l'archidiocèse de Nairobi.
Le 16 novembre 1963 la préfecture apostolique est élevée au rang de diocèse par la bulle Christi evangelium du pape Paul VI.

## Chronologie des évêques
- William Dunne, S.P.S.(19 octobre 1956 - 2 novembre 1995)
- Boniface Lele (2 novembre 1995 - 1er avril 2005)
- Siège vacant (2005-2008)
- Anthony Muheria (28 juin 2008-23 avril 2017), nommé archevêque de Nyeri
- Joseph Mwongela (depuis le 17 mars 2020)

## Statistiques
| année | baptisés | population totale | pourcentage | prêtres (total) | prêtres séculiers | prêtres réguliers | catholiques par prêtre | diacres | religieux | religieuses | paroisses |
| ----- | -------- | ----------------- | ----------- | --------------- | ----------------- | ----------------- | ---------------------- | ------- | --------- | ----------- | --------- |
| 1969  | 12 011   | 301 000           | 4,0         | 37              | 37                |                   | 324                    |         |           | 27          | 12        |
| 1980  | 39 288   | 442 000           | 8,9         | 34              | 2                 | 32                | 1.155                  |         | 34        | 34          |           |
| 1990  | 76 471   | 530 000           | 14,4        | 38              | 16                | 22                | 2.012                  |         | 24        | 50          | 17        |
| 1999  | 125 869  | 840 471           | 15,0        | 40              | 26                | 14                | 3.146                  |         | 20        | 53          | 21        |
| 2000  | 134 450  | 864 000           | 15,6        | 39              | 28                | 11                | 3.447                  |         | 18        | 47          | 21        |
| 2001  | 138 762  | 219 917           | 63,1        | 37              | 31                | 6                 | 3.750                  |         | 13        | 45          | 21        |
| 2002  | 134 804  | 230 913           | 58,4        | 36              | 27                | 9                 | 3.744                  |         | 16        | 73          | 22        |
| 2003  | 137 130  | 918 406           | 14,9        | 42              | 34                | 8                 | 3.265                  |         | 15        | 67          | 23        |
| 2004  | 143 106  | 945 958           | 15,1        | 46              | 41                | 5                 | 3.111                  |         | 12        | 69          | 23        |
| 2006  | 241 848  | 1 091 530         | 22,2        | 56              | 51                | 5                 | 4.318                  |         | 12        | 105         | 24        |
| 2013  | 290 000  | 1 295 000         | 22,4        | 68              | 66                | 2                 | 4.264                  |         | 10        | 92          | 24        |